# Veronica rakaiensis
Veronica rakaiensis är en grobladsväxtart som beskrevs av Joseph Beattie Armstrong. Veronica rakaiensis ingår i släktet veronikor, och familjen grobladsväxter. Inga underarter finns listade i Catalogue of Life.

## Bildgalleri

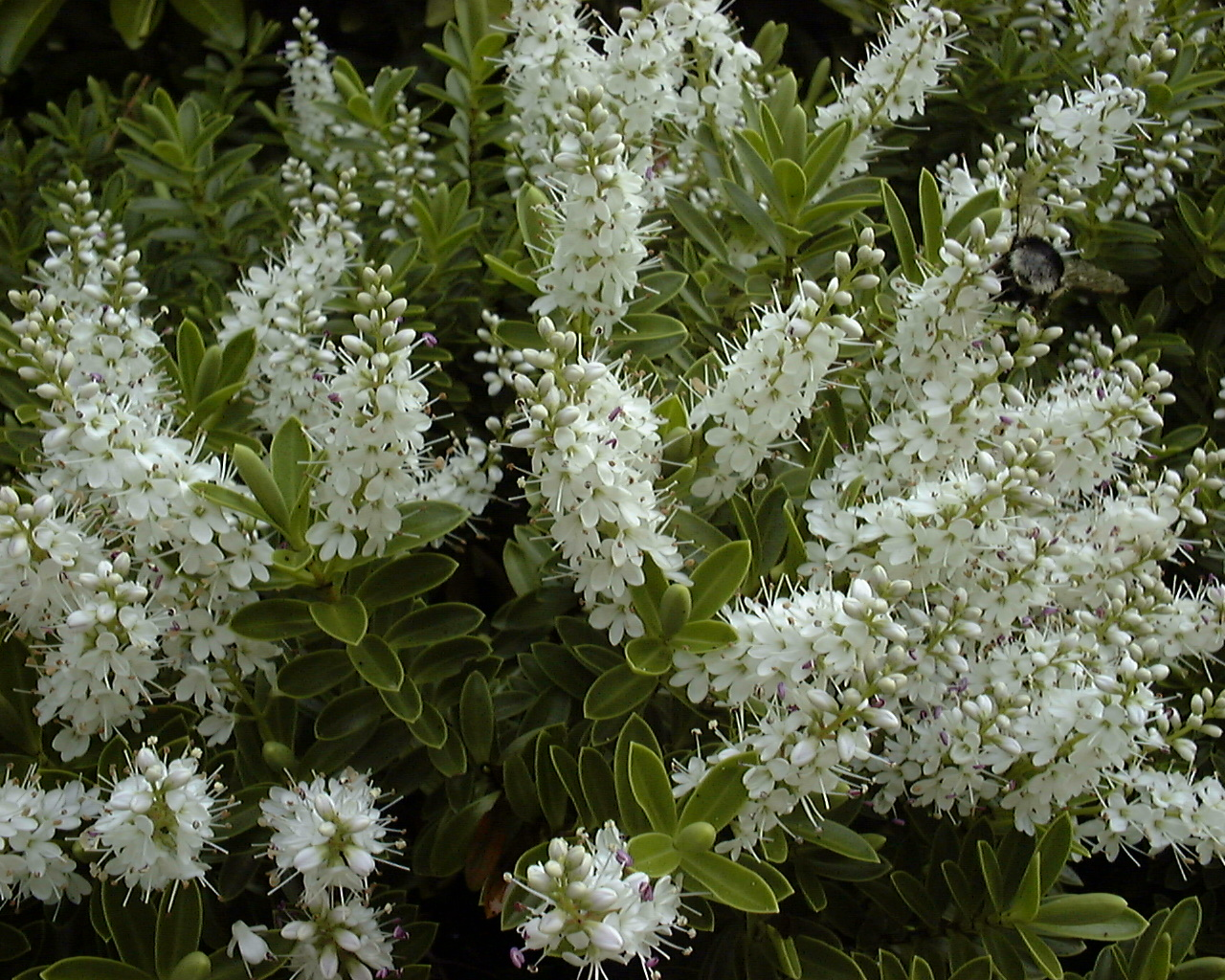